# Paralamprops arafurensis
Paralamprops arafurensis är en kräftdjursart som beskrevs av Jones 1969. Paralamprops arafurensis ingår i släktet Paralamprops och familjen Lampropidae. Inga underarter finns listade i Catalogue of Life.